# Saab H-motor
Saab H-motor är en bilmotor som konstruerades och tillverkades av Saab och är en vidareutveckling av B-motorn (som i sin tur är en motor som företaget utvecklade i samarbete med Triumph).
H-motorn tillverkades precis som sin föregångare i Södertälje och lanserades 1981 i Saab 900 och 1983 i Saab 99 och följde sedan med in i Saab 9000, andra generationen av Saab 900, samt i första generationen av Saab 9-3 och Saab 9-5 och tillverkades av Saab till år 2009.
Motorn är en solid konstruktion, med motorblock av grått gjutjärn och topplock av aluminium som normalt klarar över 40 000 mil. Motorn var den sista motorn som konstruerades och tillverkades av Saab själva - de senare bilmodellerna från Saab hade enbart motorer från Fiat- och GM-koncernerna.
2009 sålde Saab rättigheten att tillverka motorn (tillsammans med rättigheten att tillverka första generationerna av bilmodellerna Saab 9-5 samt delar av rättigheterna till den första generationen av Saab 9-3) till den kinesiska biltillverkaren BAIC.
H-motorn fanns i följande motortyper från Saab:

B201 B202 B204 B205 B206 B212 B234 B235
BAIC:s motortyper:

B185R B205R B235R B236R